# Aleksandra Klejnowska
Aleksandra Jadwiga Klejnowska (Legnica, 17 dicembre 1982) è un'ex sollevatrice polacca campionessa mondiale ed europea che ha gareggiato nelle categorie dei pesi piuma (fino a 53 kg.) e dei pesi leggeri (fino a 58 kg.).
Ha partecipato a quattro edizioni dei Giochi Olimpici.

## Carriera
Nel 2000, non ancora diciottenne, Aleksandra Klejnowska vinse la medaglia d'argento nella categoria dei pesi leggeri ai Campionati europei di Sofia con 197,5 kg. nel totale e, qualche mese dopo, partecipò alle Olimpiadi di Sydney 2000, dove il sollevamento pesi femminile faceva il suo esordio olimpico, classificandosi al 5º posto finale con 202,5 kg. nel totale.
L'anno seguente fu quello in cui ottenne il maggior successo della sua carriera, vincendo prima la medaglia d'oro ai Campionati europei di Trenčín con 210 kg. nel totale e poi conquistando il titolo mondiale ai Campionati mondiali di Antalya con 215 kg. nel totale.
Nel 2002 fu protagonista, insieme alla connazionale Dominika Misterska, di un controverso caso di doping, per il quale entrambe subirono una squalifica di due anni.
Al rientro da tale squalifica fu subito protagonista ai Campionati europei di Kiev 2004, vincendo la medaglia d'oro con 222,5 kg. nel totale ed in seguito prese parte alle Olimpiadi di Atene 2004, terminando al 5º posto finale con 220 kg. nel totale.
Nei quattro anni successivi andò sempre sul podio ai Campionati europei: medaglia d'argento a Sofia 2005 con 210 kg. nel totale, medaglia di bronzo a Władysławowo 2006 con 218 kg. nel totale, medaglia di bronzo a Strasburgo 2007 con 208 kg. nel totale e medaglia d'oro a Lignano Sabbiadoro 2008 con 212 kg. nel totale, conquistando il suo terzo titolo europeo.
Nello stesso anno 2008 partecipò alle Olimpiadi di Pechino, piazzandosi al 6º posto finale con 215 kg. nel totale.
Tre anni dopo fu medaglia di bronzo ai Campionati europei di Kazan' con 196 kg. nel totale e nel 2012 prese parte alle Olimpiadi di Londra scendendo alla categoria inferiore dei pesi piuma, classificandosi al 5º posto finale con 196 kg. nel totale.
Nel 2015 Klejnowska, ritornando alla categoria dei pesi leggeri, ottenne il suo ultimo podio europeo, vincendo la medaglia di bronzo ai Campionati europei di Tbilisi con 202 kg. nel totale.